# عامل انحدار السرطان
تُستخدم عوامل منحدر السرطان (CSF) لتقدير خطر الإصابة بالسرطان المرتبط بالتعرض لمادة مسرطنة أو مادة مسرطنة محتملة. عامل المنحدر هو الحد الأعلى، والذي يقارب حد الثقة 95 ٪ ، على زيادة خطر الإصابة بالسرطان من التعرض الدائم للعامل عن طريق الابتلاع أو الاستنشاق. هذا التقدير، الذي يعبر عنه عادة بوحدات من نسبة (من السكان) متضررة لكل ملغم من المادة / كغم من وزن الجسم يوميًا، محجوز بشكل عام للاستخدام في منطقة الجرعة المنخفضة لعلاقة الاستجابة مع الجرعة، أي للتعرضات المقابلة للمخاطر أقل من 1 في 100.
يشار إلى عوامل المنحدر أيضًا باسم عوامل فاعلية السرطان (PF)

## تقييمات السمية للآثار المسببة للسرطان
بالنسبة إلى المواد المسرطنة، يُفترض عمومًا أن عددًا صغيرًا من الأحداث الجزيئية قد يثير تغييرات في خلية واحدة يمكن أن تؤدي إلى تكاثر خلوي غير منضبط وفي النهاية إلى تشخيص سريري للسرطان. ويشار إلى سمية المسرطنات هذه بأنها «غير عتبة» لأنه لا يوجد في الأساس مستوى من التعرض لا يشكل بعض احتمالية إنتاج استجابة مسرطنة، وبالتالي، لا توجد جرعة يمكن اعتبارها خطرة -مجانا. ومع ذلك، قد تظهر بعض المسرطنات (غير السامة للجينات) عتبة حيث لا تستدعي الجرعات الأقل من العتبة استجابة مسرطنة.
عند تقييم مخاطر السرطان من المواد المسببة للسرطان الجيني، لا يمكن من الناحية النظرية تقدير عتبة التأثير. بالنسبة للمواد الكيميائية المسرطنة، غالبًا ما يتم استخدام التقييم المكون من جزأين لتقدير المخاطر، حيث يتم تعيين المادة أولاً لتصنيف وزن الأدلة، ثم يتم حساب عامل الانحدار.

## توليد عامل المنحدر
عندما تكون المادة الكيميائية مادة مسرطنة بشرية معروفة أو محتملة، يتم حساب قيمة السمية التي تحدد كمية العلاقة بين الجرعة والاستجابة (أي عامل المنحدر). نظرًا لصعوبة قياس المخاطر عند مستويات التعرض المنخفضة بشكل مباشر إما عن طريق التجارب على الحيوانات أو عن طريق الدراسات الوبائية، فإن تطوير عامل الانحدار يستلزم عمومًا تطبيق نموذج على مجموعة البيانات المتاحة واستخدام النموذج للاستقراء من الجرعات العالية نسبيًا المعطاة للتجارب الحيوانات (أو التعرضات التي لوحظت في الدراسات الوبائية) إلى مستويات التعرض المنخفضة المتوقعة للاتصال البشري في البيئة.

## مجموعات البيانات
البيانات البشرية عالية الجودة (مثل الدراسات الوبائية عالية الجودة) عن المواد المسرطنة أفضل من البيانات الحيوانية. عندما تكون البيانات البشرية محدودة، يتم التركيز على الأنواع الأكثر حساسية. من حين لآخر، في المواقف التي لا يتم فيها الحكم على أي دراسة أنسبها، ولكن العديد من الدراسات تدعم بشكل جماعي التقدير، يمكن اعتماد المتوسط الهندسي للتقديرات من جميع الدراسات كمنحدر. تضمن هذه الممارسة إدراج جميع البيانات ذات الصلة.

## تصنيف وزن الأدلة للسرطان
تُحسب عوامل الانحدار عادةً للسرطانات المحتملة في الفئات A و B1 و B2. يتقدم التقدير الكمي لعوامل الميل للمواد الكيميائية في الفئة C على أساس كل حالة على حدة. يتم استخدام عامل الانحدار في تقييمات المخاطر لتقدير احتمالية الحد الأعلى مدى الحياة للفرد المصاب بالسرطان نتيجة التعرض لمستوى معين من مادة مسرطنة محتملة. يجب أن تكون عوامل الانحدار مصحوبة دائمًا بتصنيف وزن الدليل للإشارة إلى قوة الدليل على أن العامل مسرطن بشري.
A = مادة مسرطنة للإنسان
يشير B1 = إلى توفر بيانات بشرية محدودة.
B2 = يشير إلى وجود أدلة كافية في الحيوانات وعدم كفاية أو عدم وجود أدلة في البشر.
C = مادة مسرطنة بشرية محتملة
D = غير مصنفة حسب السرطنة البشرية
E = دليل على عدم السرطنة للإنسان

## حساب مخاطر السرطان
لكل فترة عمرية "i"، يتم احتساب خطر الإصابة بالسرطان للتعرض لمسار محدد على النحو التالي: 
أين:
C= تركيز المادة الكيميائية في الوسط البيئي الملوث (التربة أو الماء) الذي يتعرض له الشخص. الوحدات هي ملغم / كغم للتربة وملغم / لتر للمياه.
IRi = معدل تناول الوسط البيئي الملوث لصندوق العمر "i". الوحدات هي كجم / يوم للتربة و L / يوم للمياه.
BWi = وزن جسم الشخص المكشوف عن سلة العمر "i".
EFi = تكرار التعرض لصندوق العمر "i" (أيام / سنة). يصف هذا عدد المرات التي يتعرض فيها الشخص للوسيط الملوث على مدار عام نموذجي.
EDi = مدة التعرض لصندوق العمر "i" (بالسنوات). يصف هذا المدة التي يتعرض فيها الشخص للوسيط الملوث على مدار حياته.
AT = متوسط الوقت بالأيام. يحدد هذا المصطلح طول الوقت الذي يتم فيه حساب متوسط الجرعة. لقياس مخاطر الإصابة بالسرطان، يتم استخدام «عمر» 70 عامًا (أي 70 عامًا مضروبًا 365 يومًا / سنة).
SF = عامل ميل السرطان (ملغم / كغم في اليوم) −1
ADAF = عامل التعديل المعتمد على العمر لصندوق العمر "i" (بدون وحدة)

## الجرعة المحددة للمخاطر (RSD)
يتم استخدام عامل منحدر السرطان لاشتقاق الجرعة المحددة للمخاطرة (RSD) (ملغم / كغم في اليوم) للعوامل المسببة للسرطان ذات المفعول المباشر، تلك التي تسبب تغيرات كيميائية (طفرات) في الحمض النووي. وهو أيضًا الخيار الافتراضي للمواد المسرطنة عندما لا توجد بيانات كافية لإثبات أن طريقة عمل المادة الكيميائية غير خطية. غالبًا ما يتم حساب RSD على أساس خطر إضافي واحد في المليون (10−6 خطر) أو خطر واحد في مائة ألف (10−5 خطر) للأفراد غير المعرضين بشدة. يشير مصطلح «إضافي» في تعريف RSD إلى خطر التعرض البيئي للمادة الكيميائية ذات الأهمية فوق خطر الخلفية الموجود دائمًا.
الصيغة لحساب RSD للمادة الكيميائية على أساس خطر إضافي واحد في المليون (10 (6 خطر) هي: RSD = 0.000001 / CSF

## عامل الفعالية
يسمى CSF أيضًا «عامل الفعالية» ويستخدم لحساب خطر الإصابة بسرطان مدى الحياة عن طريق ضرب CSF في المدخول اليومي المزمن (CDI). إن CDI هي الجرعة على مدى الحياة ويتم التعبير عنها بالملغم / كجم-يوم.